# Dyscia duponti
Dyscia duponti là một loài bướm đêm trong họ Geometridae.